# Anthony Zimmer
Anthony Zimmer ist ein französischer Thriller aus dem Jahr 2005. Regie führte Jérôme Salle, der auch das Drehbuch schrieb. Auf DVD hieß der Film Fluchtpunkt Nizza.

## Handlung
Anthony Zimmer gehört zu den meistgesuchten Verbrechern Frankreichs und wird sowohl von der Russenmafia als auch von der Polizei in Verbindung mit Geldwäsche gesucht. Er hat mit der Hilfe der plastischen Chirurgie sein Aussehen derart verändert, dass niemand weiß, wie er jetzt aussieht. Der ermittelnde Steuerfahnder Akerman hofft jedoch, dass Zimmer versuchen wird, seine Freundin Chiara zu treffen.
Chiara reist mit einem TGV nach Nizza. Vor der Reise hat sie eine Nachricht von Zimmer erhalten, in der er sie auffordert, sich zu einem Mann seiner Statur zu setzen. Sie wählt den Übersetzer François Taillandier und verbringt später einige Zeit mit ihm. Er begleitet sie in Cannes in das Hotel Carlton, wo Chiara eine Suite reserviert hat. Als ihn Chiara vor den Augen der sie observierenden Russenmafia auf dem Hotelbalkon küsst, wird Taillandier von den von Nassaiev angeführten Mafiosi für Zimmer gehalten und verfolgt. Er kann einem Mordversuch entkommen und wendet sich an die Polizei, doch der ermittelnde Kriminalbeamte wird ermordet.
Taillandier flieht nach einem weiteren Anschlag und wird von Chiara in einem Unterschlupf versteckt. Sie offenbart ihm, sie habe ihn als Lockvogel benutzt, weil sie Zimmer liebe. Es stellt sich heraus, dass Chiara als verdeckte Ermittlerin der Steuerfahndung für Akerman arbeitet, der sie als „skrupellos“ bezeichnet.
Chiara wird von Zimmer durch eine verschlüsselte Zeitungsanzeige um ein Treffen in Zimmers abgelegener Villa in den Alpes-Maritimes gebeten. Auch Akermann hat die Anzeige zur Kenntnis genommen, in der Villa Kameras installieren lassen und Scharfschützen postiert. Dort gerät Chiara an Nassaiev, der dort schon auf Zimmer wartet. Er nimmt sie gefangen, und sie wird von einem seiner Helfer zu Boden geschlagen. Während die Polizisten auf das Erscheinen von Zimmer warten, eilt Taillandier Chiara zu Hilfe. Als Nassaiev ihn töten will, wird er von einem Scharfschützen der Polizei erschossen; die Helfer Nassaievs werden in der anschließenden Schießerei ebenfalls getötet.
Taillandier offenbart Chiara, dass er Zimmer ist, holt die Notizen  über seine Transaktionen, nach denen Chiara auf der Jagd war, aus einem versteckten Panzerschrank, deponiert sie so, dass die Polizei sie findet. Als Zimmer von einem Ermittler gefragt wird, wer er ist, antwortet Chiara für ihn: François Taillandier. Akerman, der die beiden aufmerksam beobachtet, sagt resigniert zu einem Kollegen, es sei nicht mehr möglich, Zimmer zu finden, womöglich ahnend, dass Taillandier eigentlich Anthony Zimmer ist. Chiara und Zimmer steigen in ein Auto und fahren zusammen weg.

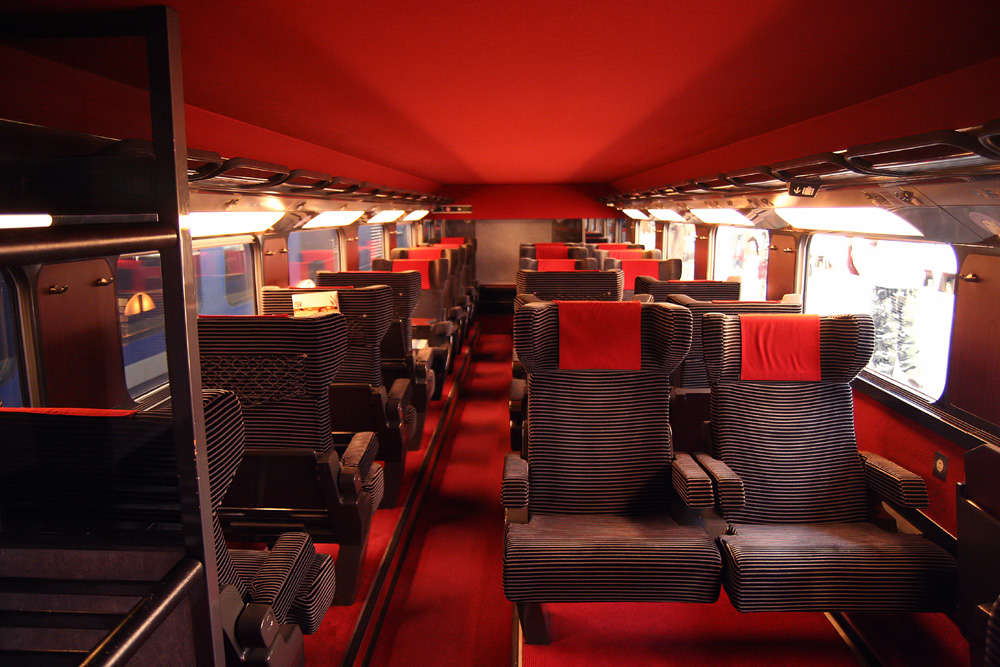
First Class-Abteil des TGV

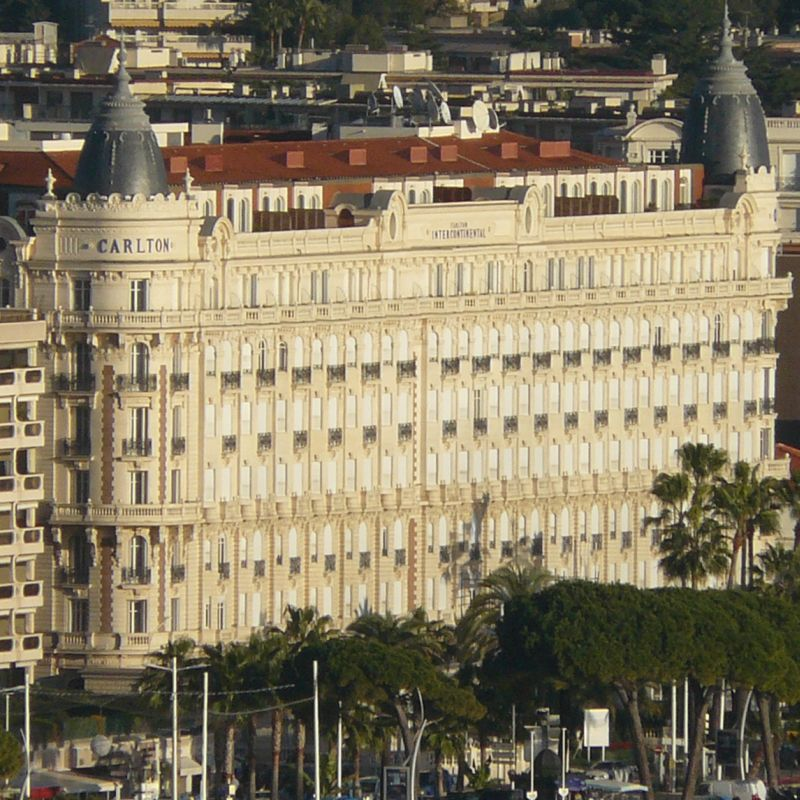
Hotel Carlton: Die Dachterrasse war ein Schauplatz

## Produktion und Veröffentlichung
Der Film wurde in Paris im Gare de Lyon, im TGV Paris-Nizza, in Nizza auf der Promenade des Anglais, in Cannes und auf Ibiza gedreht. Anthony Zimmers weiße Villa befindet sich an der Nordwestküste Ibizas und wurde für den Film um ein Geschoss aufgestockt. Für die Hotelszenen wurden das Carlton und das Negresco in Nizza gewählt. Die Szenen auf dem Dach des Hotels und die Flucht über die Feuertreppe wurden im Hotel Carlton in Cannes gedreht.
Das Budget betrug 11,16 Mio. Euro.
Filmpremiere in Frankreich und Belgien war am 27. April 2005. Am 2. August 2005 wurde der Film auf dem Fantasy Filmfest in München gezeigt, dem einige weitere Filmfestivals folgten. In Frankreich wurden über 803.000 Kinobesucher gezählt. 2006 veröffentlichte Studio Canal eine DVD unter dem Titel Fluchtpunkt Nizza – Wer ist Anthony Zimmer? in deutscher und französischer Sprache, ergänzt um umfangreiches Bonusmaterial mit Probeaufnahmen, Making-of und einem Vergleich von Storyboard und Film.
Im Dezember 2010 kam ein US-Remake unter dem Titel The Tourist in die deutschen Kinos. Regie führte Florian Henckel von Donnersmarck; die Hauptrollen spielten Angelina Jolie und Johnny Depp.

## Synchronisation
In der deutschsprachigen Fassung hört man Judith Brandt für Marceau, Benjamin Völz für Attal, Reinhard Kuhnert für Frey und Helmut Krauss für Olbrychski.

## Kritiken
Das Lexikon des internationalen Films meinte, der „grundsolide produzierte Thriller“ erzähle „eine Verschwörungsgeschichte im Sinne und Stil von Hitchcock“. Er biete „spannende Unterhaltung“.
Die Zeitschrift TV Spielfilm schrieb, der „elegante Thriller mit Hitchcock-Flair“ sei ein „leichtfüßiges Verwirrspiel unter südfranzösischer Sonne,  das Laune macht“.

## Auszeichnungen
Jérôme Salle wurde im Jahr 2006 für den César in der Kategorie Bestes Erstlingswerk nominiert. Er unterlag jedoch Hubert Sauper und dessen Film Darwin’s Nightmare.